# Rolf Rannacher

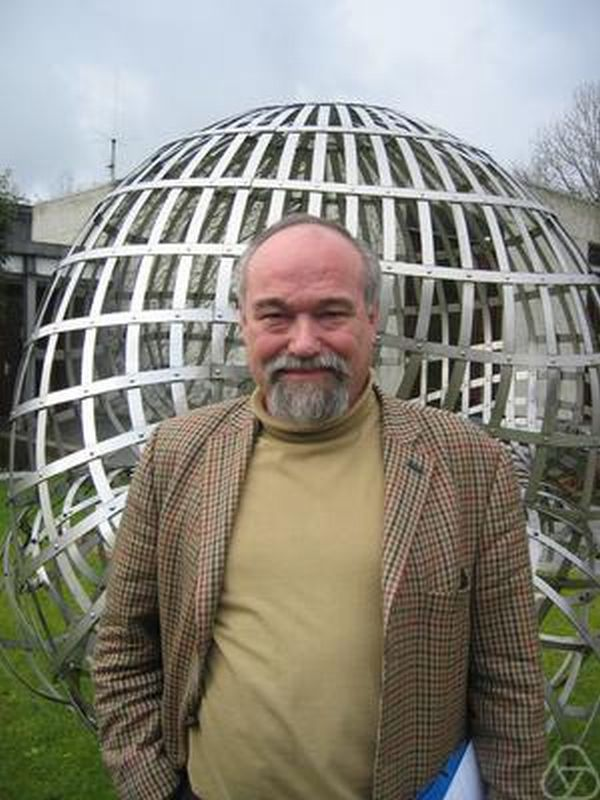
Rolf Rannacher, 2007

Rolf Rannacher (* 10. Juni 1948 in Leipzig) ist ein deutscher Mathematiker. Er ist Professor für Numerische Mathematik an der Ruprecht-Karls-Universität Heidelberg.
Rannacher studierte Mathematik und Physik an der Universität Frankfurt und wurde dort 1974 bei Friedrich Stummel promoviert (Diskrete Störungstheorie für das Punktsystem linearer Operatoren und Sesquilinearformen mit Anwendungen auf Operatoren vom Schrödinger Typ). Danach war er Assistent an der Universität Bonn bei Jens Frehse und habilitierte sich 1978. Danach war er ein Jahr an der University of Michigan, bevor er 1980 Professor an der Universität Erlangen wurde. 1983 wurde er Professor in Saarbrücken und 1988 in Heidelberg.
Er befasste sich besonders mit der numerischen Analyse der Finite-Elemente-Methode (FEM) bei partiellen Differentialgleichungen (PDE) auf Basis funktionalanalytischer Methoden, zum Beispiel Fehlerabschätzung in der {\displaystyle {\mathcal {L}}^{\infty }}-Norm für FEM-Näherung elliptischer Randwertaufgaben. Er befasste sich auch mit numerischer Strömungsmechanik einschließlich Softwareentwicklung für Hochleistungsrechner, lange Zeit in Zusammenarbeit mit John Haywood. In den 1990er Jahren befasste er sich mit adaptiver Gitterverfeinerung bei der Lösung von optimalen Steuerungsproblemen. Dabei arbeitete er mit Claes Johnson und Endre Süli zusammen. Am Interdisziplinären Zentrum für Wissenschaftliches Rechnen (IWR) Heidelberg war er auch früh an der Entwicklung von Parallelcomputer-Algorithmen befasst (Anfang der 1990er Jahre auf Basis von Transputer).
1998 war er Invited Speaker auf dem Internationalen Mathematikerkongress in Berlin. Er ist Ehrendoktor der Universität Erlangen-Nürnberg (2009).

## Schriften (Auswahl)
- mit Wolfgang Bangerth: Adaptive finite element methods for differential equations, Birkhäuser 2003
- Herausgeber mit Georg Bader, Gabriel Wittum: Numerische Algorithmen auf Transputer-Systemen, Teubner/Vieweg 1993
- Herausgeber mit Willi Jäger, Jürgen Warnatz: Reactive Flows, Diffusion and Transport: From Experiments via Mathematical Modeling to Numerical Simulation and Optimization. Final Report SFB 359, Springer 2006 (der SFB bestand 1993 bis 2004)
- Herausgeber mit anderen: Trends in PDE Constrained Optimization, Birkhäuser 2014
- Herausgeber mit anderen: Constrained Optimization and Optimal Control for Partial Differential Equations, Birkhäuser 2012
- Herausgeber mit Wolfgang Hackbusch: Numerical Treatment of the Navier-Stokes Equations (Notes on Numerical Fluid Mechanics), Vieweg 1990
- Herausgeber mit Guido Kanschat u. a.: Numerical Methods in Multidimensional Radiative Transfer, Springer 2009
- Herausgeber mit Giovanni Galdi: Fundamental Trends in Fluid-Structure Interaction, World Scientific 2010
- Herausgeber mit Adélia Sequeida: Advances in Mathematical Fluid Mechanics: Dedicated to Giovanni Paolo Galdi on the Occasion of his 60th Birthday, Springer 2010
- Herausgeber mit Giovanni Galdi, Malcolm Heywood: Contributions to Current Challenges in Mathematical Fluid Mechanics, Birkhäuser 2004
- mit Giovanni Galdi, Anne M. Robertson, Stefan Turek: Hemodynamical Flows: Modeling, Analysis and Simulation (Oberwolfach Seminars), Birkhäuser 2007

Lehrtexte
Rannacher ist einer der Mitwirkenden an der Publikationsserie Lecture Notes der Universität Heidelberg, einer Reihe von Vorlesungsskripten, die sich an Studierende der MINT-Fächer richten. Rannachers Beiträge in den Lecture Notes sind unter anderem:
- Analysis 1: Differential- und Integralrechnung für Funktionen einer Veränderlichen
- Analysis 2: Differential- und Integralrechnung für Funktionen mehrerer reeller Veränderlichen
- Analysis 3: Integralsätze, Lebesgue-Integral und Anwendungen
- Numerik 0: Einführung in die Numerische Mathematik
- Numerik 1: Numerik gewöhnlicher Differentialgleichungen
- Numerik 2: Numerik partieller Differentialgleichungen
- Numerik 3: Probleme der Kontinuumsmechanik und ihre numerische Behandlung

## Belege
1. ↑  Rolf Rannacher im Mathematics Genealogy Project (englisch)
2. ↑  Laudation: Ehrendoktorwürde Erlangen
3. ↑  Lecture Notes

| Personendaten    | Personendaten          |
| ---------------- | ---------------------- |
| NAME             | Rannacher, Rolf        |
| KURZBESCHREIBUNG | deutscher Mathematiker |
| GEBURTSDATUM     | 10. Juni 1948          |
| GEBURTSORT       | Leipzig                |